# Pseudomops gratus
Pseudomops gratus är en kackerlacksart som beskrevs av Rehn, J. A. G. 1903. Pseudomops gratus ingår i släktet Pseudomops och familjen småkackerlackor.
Artens utbredningsområde är Costa Rica. Inga underarter finns listade i Catalogue of Life.